# Itá (Santa Catarina)
Itá es un municipio brasileño del estado de Santa Catarina. Tiene una población estimada al 2022 de 7 067 habitantes. Pertenece a la Región metropolitana de Chapecó.
La ciudad original de Itá fue inundada para la construcción de una represa por parte de Eletrobrás, la actual ciudad fue fundada el 12 de diciembre de 1981.

## Toponimia
Itá, del tupí-guaraní, significa piedra.

## Historia

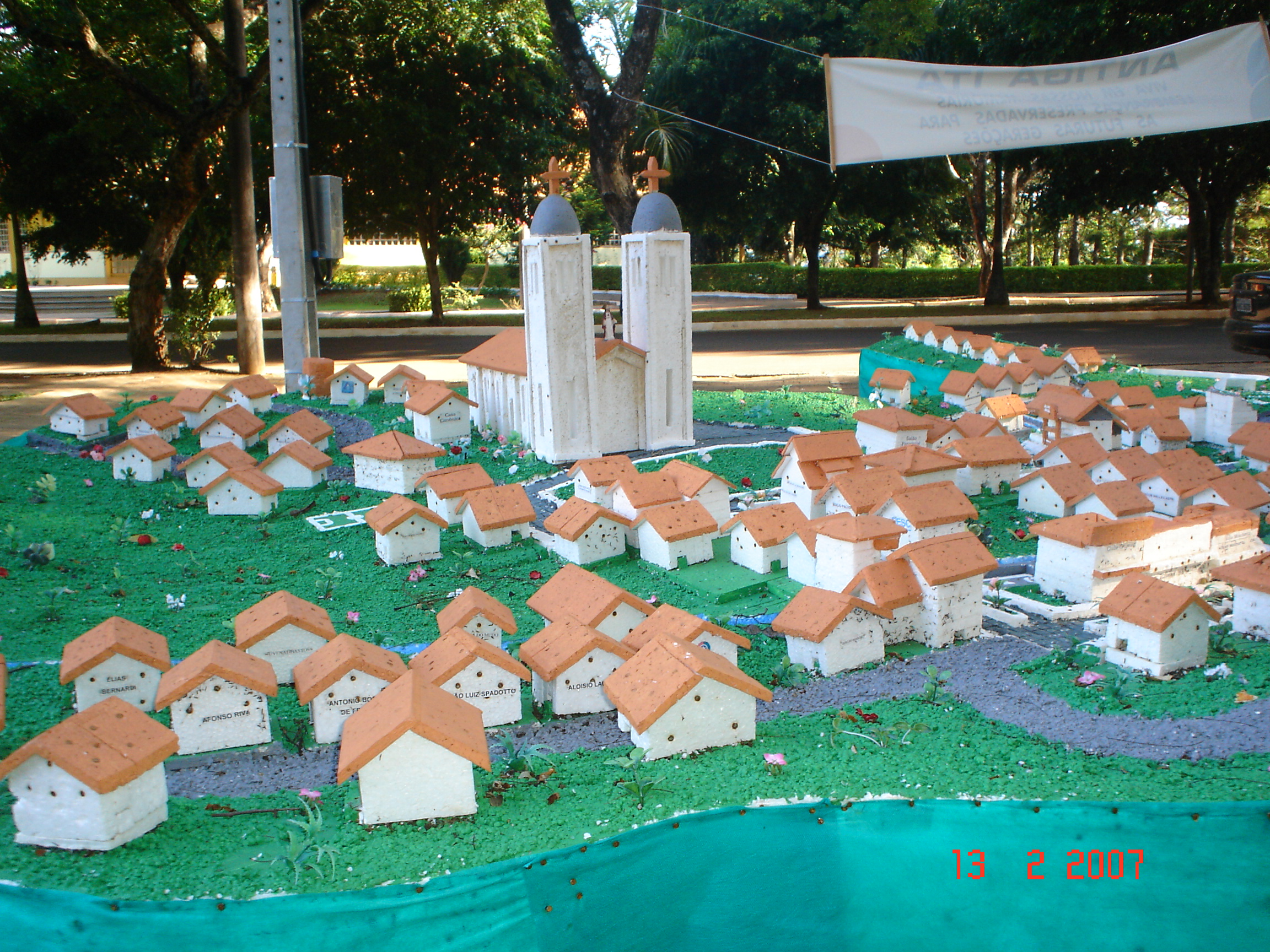
Maqueta de la antigua ciudad.

La ciudad de Itá fue fundada en 1919, y fue elevada a distrito el 7 de enero de 1930. Se emancipó como municipio el 13 de diciembre de 1956.
Con la construcción de la Represa de Itá, una planta con capacidad de 1450 MW propieda de Eletrobrás, la ciudad fue inundada. Se planificó una nueva ciudad que se inauguró el 12 de diciembre de 1981. Las torres de la antigua iglesia de la ciudad vieja, y la historia de esta, son un atractivo turístico del municipio.